# Henri Simon (homme politique suisse)
Pour les articles homonymes, voir Henri Simon.
Ne doit pas être confondu avec Henry Simon (homme politique).
Henri Simon, né le 27 octobre 1868 à Grandson et mort le 28 juin 1932 à Lausanne, est une personnalité politique suisse, membre du Parti radical-démocratique,.

## Biographie
De confession protestante, originaire de Sainte-Croix, Henri Simon est le fils de David Simon. Il épouse Rose Louise Criblet, puis Rosa Rachel Mermod en secondes noces. Il fait des études de droit à l'École industrielle de Lausanne entre 1880 et 1885 et au technicum de Winterthour entre 1885 et 1887. Il siège au conseil général de la Banque cantonale vaudoise entre 1893 et 1931 et au siège du conseil d'administration de l'Usine électrique des Clées entre 1900 et 1919. Il devient en 1910 administrateur de Vautier Frères & Cie, entreprise productrice de tabac et de cigarettes, à Grandson. Henri Simon est en outre adjudant dans l'Armée suisse et juge du tribunal militaire de la première division,.

### Carrière politique
Henri Simon est conseiller communal (législatif) de Grandson entre 1889 et 1897, puis conseiller municipal (exécutif) de la commune entre 1897 et 1919. Il est le syndic de Grandson entre 1914 et 1919. Membre du Parti radical-démocratique, Henri Simon est député au Grand Conseil vaudois entre 1897 et 1919. Il est élu conseiller d'État vaudois le 5 octobre 1919 ; il y est responsable du département des travaux publics jusqu'au 23 août 1924. Il est en outre Conseiller aux États entre 1901 et 1928. Henri Simon est, en 1913, un opposant à la convention du Gothard et de la centralisation,.